# Priest Pond
Pour les articles homonymes, voir Priest.
Priest Pond est une communauté dans le comté de Kings sur l'Île-du-Prince-Édouard, au Canada, au nord-est de Souris.